# Piacenza Calcio 1919 2021-2022
Questa voce raccoglie le informazioni riguardanti il Piacenza Calcio 1919 nelle competizioni ufficiali della stagione 2021-2022.

## Stagione
Nella stagione 2021-2022 il Piacenza allenato da Cristiano Scazzola inizia la stagione giocando la Coppa Italia Serie C, dove nel primo turno ha eliminato (1-0) la Reggiana, supera poi (2-1) il Mantova nel secondo turno ed il Modena pareggiando (4-4) la gara negli ottavi di finale e poi vincendo (3-4) dopo i calci di rigore., Viene poi eliminato nei quarti di finale (1-0) dalla Fidelis Andria. In campionato, il girone d'andata viene concluso al 12º posto con 22 punti. Il campionato per il Piacenza si conclude al 9º posto con 50 punti, e conseguente qualificazione ai Play-off, dove il Piacenza viene eliminato nel primo turno pareggiando ad Alessandria (0-0) con la Juventus U23, la quale passa il turno in virtù del miglior piazzamento in classifica nella stagione regolare. Il lituano Dubickas autore di 11 reti è risultato il miglior marcatore piacentino di stagione.

## Divise e sponsor
Per la stagione 2021-22 lo sponsor tecnico è Macron. Gli sponsor di maglia sono Lpr freni e Steel.

## Organigramma societario
Aggiornato al 2 dicembre 2021
Area direttiva
- Presidente: Roberto Pighi
- Vice presidente esecutivo: Marco Polenghi
- Consiglio d'amministrazione: Eugenio Rigolli, Gianluigi Savi, Alessandro De Santis, Tiziano Battini, Alberto Clerici, Davide Battistotti, Paolo Seccaspina, Alessandro Pellini, Marco Scianò
- Direttore generale e sportivo: Marco Scianò
- Responsabile Scouting e Coordinamento Area Sport: Marco Pozzoli
- Segretario Generale: Federico Peano
- Segretario Organizzativo: Beatrice Lusignani
- Direttore Amministrativo: Nicola Lepori

Area tecnica
- Allenatore: Cristiano Scazzola
- Allenatore in seconda: Moreno Greco
- Preparatore dei portieri: Nicola Barasso
- Preparatore atletico: Matteo Callini
- Recupero infortunati: Pablo Lischetti Duarte
- Match analyst: Pietro Rancati

Area sanitaria
- Responsabile sanitario: Giovanni Arata
- Fisioterapista: Paolo Fumi
- Massoterapista: Alessandro Amelio
- Osteopata: Roberto Labò

## Rosa
Rosa aggiornata al 7 febbraio 2022.
| N. |                                 | Ruolo | Calciatore          |
| -- | ------------------------------- | ----- | ------------------- |
| 1  | Italia (bandiera)               | P     | Leandro Pratelli    |
| 2  | Italia (bandiera)               | D     | Francesco Rillo     |
| 3  | Italia (bandiera)               | D     | Francesco Cosenza   |
| 4  | Italia (bandiera)               | D     | Riccardo Nava       |
| 5  | Albania (bandiera)              | D     | Shaqir Tafa         |
| 6  | Italia (bandiera)               | D     | Antony Angileri     |
| 7  | Italia (bandiera)               | A     | Davide Lamesta      |
| 8  | Bosnia ed Erzegovina (bandiera) | C     | Ćazim Suljić        |
| 9  | Lituania (bandiera)             | A     | Edgaras Dubickas    |
| 10 | Italia (bandiera)               | C     | Alessandro Cesarini |
| 11 | Italia (bandiera)               | C     | Riccardo Burgio     |
| 12 | Italia (bandiera)               | P     | Davide Libertazzi   |
| 12 | Italia (bandiera)               | P     | Nicola Tintori      |
| 13 | Italia (bandiera)               | D     | Paolo Marchi        |
| 14 | Italia (bandiera)               | D     | Roberto Codromaz    |
| 14 | Italia (bandiera)               | C     | Luca Castiglia      |

| N. |                       | Ruolo | Calciatore              |
| -- | --------------------- | ----- | ----------------------- |
| 15 | Italia (bandiera)     | D     | Tino Parisi             |
| 18 | Gambia (bandiera)     | C     | Yusupha Bobb            |
| 19 | Italia (bandiera)     | A     | Simone Rabbi            |
| 21 | Italia (bandiera)     | D     | Simone Giordano         |
| 22 | Italia (bandiera)     | P     | Simone Stucchi          |
| 23 | Italia (bandiera)     | C     | Andrea Corbari          |
| 24 | Italia (bandiera)     | C     | Andrea Marino           |
| 25 | Italia (bandiera)     | D     | Nicolò Armini           |
| 26 | Russia (bandiera)     | C     | Juri Gonzi              |
| 27 | Italia (bandiera)     | C     | Lorenzo De Grazia       |
| 27 | Italia (bandiera)     | C     | Davide Munari           |
| 30 | Italia (bandiera)     | C     | Massimiliano Rossi      |
| 31 | Italia (bandiera)     | D     | Pier Luigi Simonetti    |
| 32 | Svizzera (bandiera)   | A     | Kevin Gissi             |
| 35 | Italia (bandiera)     | P     | Thomas Charles Galletti |
| 39 | Montenegro (bandiera) | A     | Filip Raičević          |

## Risultati

### Serie C

#### Girone di andata
| Piacenza 29 agosto 2021, ore 17:30 CEST 1ª giornata | Piacenza          | 0 – 0 referto | Trento | Stadio Leonardo Garilli (ca 800 spett.)\| Arbitro: \| Gemelli (Messina) \| |
| Arbitro:                                            | Gemelli (Messina) |               |        |                                                                            |

| Arbitro: | Emmanuele (Pisa) |

|                       |           |            |
| Pittarello 66’ (rig.) | Marcatori | 53’ Parisi |

| Arbitro: | Panettella (Baru) |

|                      |           |                        |
| Rapisarda 27’, 90+5’ | Marcatori | 32’ Dubickas 89’ Rabbi |

| Arbitro: | Di Francesco (Ostia Lido) |

|           |           |            |
| Gonzi 84’ | Marcatori | 55’ Parker |

| Arbitro: | Fiero (Pistoia) |

|                             |           |             |
| Guccione 34’ De Cenco 90+3’ | Marcatori | 23’ Corbari |

| Arbitro: | Iacobellis (Pisa) |

|                     |           |  |
| Cesarini 16’ (rig.) | Marcatori |  |

| Arbitro: | Mirabella (Napoli) |

|                                        |           |                         |
| Varas 68’ (rig.) Scardina 90+4’ (rig.) | Marcatori | 7’ Corbari 39’ Dubickas |

| Arbitro: | Caldera (Como) |

|             |           |               |
| Corbari 32’ | Marcatori | 46’ De Winter |

| Arbitro: | Centi (Terni) |

|              |           |                         |
| Codromaz 45’ | Marcatori | 12’ Capelli 28’ Gattoni |

| Arbitro: | Acanfora (Castellammare di Stabia) |

|                   |           |  |
| Rover 8’ Broh 50’ | Marcatori |  |

| Arbitro: | Canci (Carrara) |

|           |           |               |
| Rabbi 43’ | Marcatori | 71’ Carminati |

| Arbitro: | Ferrieri Caputi (Livorno) |

|          |           |                                     |
| Masi 49’ | Marcatori | 30’ Cesarini 42’ Rabbi 81’ Dubickas |

| Arbitro: | Sfira (Pordenone) |

|                                         |           |               |
| Cesarini 5’ (rig.) Corbari 14’ Bobb 77’ | Marcatori | 29’ Galuppini |

| Arbitro: | Di Cicco (Lanciano) |

|               |           |                     |
| Currarino 39’ | Marcatori | 82’ (rig.) Dubickas |

| Arbitro: | Di Graci (Como) |

|              |           |                                     |
| Raičević 79’ | Marcatori | 8’ Chiricò 37’ Ceravolo 73’ Jelenič |

| Arbitro: | E. Longo (Cuneo) |

|                          |           |                                 |
| Ravasio 8’ Galeandro 62’ | Marcatori | 19’ Gonzi 23’ Rabbi 76’ Corbari |

| Arbitro: | Lovison (Padova) |

|  |           |            |
|  | Marcatori | 61’ Celjak |

| Arbitro: | Gemelli (Messina) |

|              |           |                     |
| Miracoli 30’ | Marcatori | 88’ (rig.) Dubickas |

| Arbitro: | Arena (Torre del Greco) |

|              |           |                    |
| Dubickas 58’ | Marcatori | 90+4’ (aut.) Gonzi |

#### Girone di ritorno
| Arbitro: | Ferrieri Caputi (Livorno) |

|                      |           |  |
| Belcastro 35’ (rig.) | Marcatori |  |

| Arbitro: | Perri (Roma) |

|              |           |  |
| Cesarini 23’ | Marcatori |  |

| Arbitro: | Canci (Carrara) |

|  |           |                               |
|  | Marcatori | 49’ G. De Luca 90+6’ Petrella |

| Arbitro: | Turrini (Firenze) |

|                       |           |                                |
| Pierozzi 3’ Galli 56’ | Marcatori | 51’ Cesarini 81’ (aut.) Pizzul |

| Arbitro: | Taricone (Perugia) |

|           |           |  |
| Gonzi 71’ | Marcatori |  |

| Arbitro: | Nicolini (Brescia) |

|  |           |              |
|  | Marcatori | 74’ Dubickas |

| Arbitro: | Burlando (Genova) |

|                                 |           |  |
| Gonzi 57’ Cesarini 60’ Bobb 77’ | Marcatori |  |

| Arbitro: | Ferrieri Caputi (Livorno) |

|                                            |           |  |
| Riccio 10’ Poli 23’ Iocolano 29’ Soulé 64’ | Marcatori |  |

| Arbitro: | Djurdjevic (Trieste) |

|                                |           |              |
| Scapuzzi 10’ (rig.) Ghezzi 64’ | Marcatori | 43’ Cesarini |

| Arbitro: | Di Cairano (Ariano Irpino) |

|           |           |  |
| Rabbi 33’ | Marcatori |  |

| Gorgonzola 6 marzo 2022, ore 14:30 CET 30ª giornata | Giana Erminio      | 0 – 0 referto | Piacenza | Stadio comunale Città di Gorgonzola (400 spett.)\| Arbitro: \| Petrella (Viterbo) \| |
| Arbitro:                                            | Petrella (Viterbo) |               |          |                                                                                      |

| Piacenza 13 marzo 2022, ore 14:30 CET 31ª giornata | Piacenza                             | 0 – 0 referto | Pro Vercelli | Stadio Leonardo Garilli (1 520 spett.)\| Arbitro: \| Pirrotta (Barcellona Pozzo di Gotto) \| |
| Arbitro:                                           | Pirrotta (Barcellona Pozzo di Gotto) |               |              |                                                                                              |

| Arbitro: | Crezzini (Siena) |

|  |           |                                               |
|  | Marcatori | 19’ Giordano 79’ (rig.) Cesarini 88’ Dubickas |

| Arbitro: | Arace (Lugo di Romagna) |

|  |           |              |
|  | Marcatori | 25’ E. Giani |

| Arbitro: | Fontani (Siena) |

|                                      |           |              |
| Ronaldo 13’ Chiricò 17’ Ceravolo 78’ | Marcatori | 67’ Cesarini |

| Arbitro: | Pezzopane (L'Aquila) |

|                             |           |                  |
| Cesarini 10’ Dubickas 90+5’ | Marcatori | 90+3’ Martignago |

| Arbitro: | Di Cicco (Lanciano) |

|            |           |                    |
| Giudici 8’ | Marcatori | 4’ Munari 48’ Nava |

| Arbitro: | Arena (Torre del Greco) |

|  |           |                            |
|  | Marcatori | 31’ Miracoli 90+1’ Corrado |

| Arbitro: | Gualtieri (Asti) |

|                         |           |                      |
| Cocco 84’ Signorile 85’ | Marcatori | 7’ Dubickas 14’ Nava |

### Play-off
| Alessandria 1º maggio 2022, ore 17:30 CEST Primo turno | Juventus Next Gen | 0 – 0 referto | Piacenza | Stadio Giuseppe Moccagatta (834 spett.)\| Arbitro: \| Panettella (Bari) \| |
| Arbitro:                                               | Panettella (Bari) |               |          |                                                                            |

### Coppa Italia Serie C
| Arbitro: | Bitonti (Bologna) |

|          |           |  |
| Bobb 67’ | Marcatori |  |

| Arbitro: | Crezzini (Siena) |

|                     |           |             |
| Tafa 83’ Parisi 87’ | Marcatori | 33’ Pedrini |

| Arbitro: | Delrio (Reggio Emilia) |

|                                           |                      |                                            |
| Silvestri 21’ Minesso 37’, 50’, 98’       | Marcatori            | 7’, 105’ Simonetti 62’ Dubickas 65’ Parisi |
| Minesso Renzetti Castiglia Mosti Di Paola | Tiri di rigore 3 – 4 | Marino Dubickas Rabbi Suljić Armini        |

| Arbitro: | Cavaliere (Paola) |

|           |           |  |
| Bubas 25’ | Marcatori |  |

## Statistiche

### Statistiche di squadra
| Competizione         | Punti | In casa | In casa | In casa | In casa | In casa | In casa | In trasferta | In trasferta | In trasferta | In trasferta | In trasferta | In trasferta | Totale | Totale | Totale | Totale | Totale | Totale | DR |
| Competizione         | Punti | G       | V       | N       | P       | Gf      | Gs      | G            | V            | N            | P            | Gf           | Gs           | G      | V      | N      | P      | Gf     | Gs     | DR |
| -------------------- | ----- | ------- | ------- | ------- | ------- | ------- | ------- | ------------ | ------------ | ------------ | ------------ | ------------ | ------------ | ------ | ------ | ------ | ------ | ------ | ------ | -- |
| Serie C              | 50    | 19      | 7       | 6       | 6       | 18      | 17      | 19           | 5            | 8            | 6            | 26           | 29           | 38     | 12     | 14     | 12     | 44     | 46     | -2 |
| Play off             | -     | 0       | 0       | 0       | 0       | 0       | 0       | 1            | 0            | 1            | 0            | 0            | 0            | 1      | 0      | 1      | 0      | 0      | 0      | 0  |
| Coppa Italia Serie C | -     | 2       | 2       | 0       | 0       | 3       | 1       | 2            | 0            | 1            | 1            | 4            | 5            | 4      | 2      | 1      | 1      | 7      | 6      | +1 |
| Totale               | -     | 21      | 9       | 6       | 6       | 21      | 18      | 22           | 5            | 10           | 7            | 30           | 34           | 43     | 14     | 16     | 13     | 51     | 52     | -1 |